# Matemore
Matemore là một đô thị thuộc tỉnh Mascara, Algérie. Dân số thời điểm năm 2002 là 13.372 người.